# Sensotronic Brake Control
Sensotronic Brake Control – elektrohydrauliczny układ hamulcowy, który działa znacznie szybciej i bardziej efektywnie niż układ tradycyjny. 
Dzięki zastosowaniu tego systemu udało się zintegrować wszystkie funkcje związane z hamowaniem samochodu (ABS, BAS, EBD i częściowo ESP).
Stosowany w samochodach marki Mercedes.
Występuje w modelach W211 i S211 (Klasa E sedan i kombi) a także w C219 (CLS) oraz R230 (SL). Ze względu na narzekania użytkowników  Mercedes - przy okazji liftingu tych modeli - zrezygnował z tego rozwiązania.
W autach z SBC pedał hamulca podczas normalnej pracy jest zwykłym potencjometrem połączonym z elektroniką SBC jedynie za pomocą przewodów elektrycznych. Natomiast pompa (elektro-hydraulika) SBC wytwarza ciśnienie w układzie, magazynuje je i dozuje na poszczególne koła. W samochodach z SBC każde koło hamuje z inną siłą dopasowaną do aktualnych warunków drogowych. Jest to więc  rozwiązanie jeszcze bardziej zaawansowane niż tradycyjny układ ABS. 
W wypadku potrzeby nagłego i bardzo mocnego hamowania, system wykorzystuje specjalną rezerwę wysokiego ciśnienia – jest to zatem coś w rodzaju awaryjnego, dodatkowego wspomagania.
Ze względu na zbytnie zaawansowanie tego układu, trudności w obsłudze serwisowej, koszty obsługi oraz awaryjność (zdarzały się przypadki zaniku występowania siły hamowania, zakończone wypadkiem), Mercedes zrezygnował ze współpracy z Boschem (producentem tego układu) i w 2006 roku wycofał się z montowania SBC w tych modelach, w których było to ekonomicznie uzasadnione (m.in. w W211 i CLS).